# 공주여자중학교
공주여자중학교(公州女子中學校)는 대한민국 충청남도 공주시 교동에 있는 공립 중학교이다.

## 학교 연혁
- 1928년 2월 28일 : 공주고등여학교 설립 인가
- 1928년 5월 1일 : 개교
- 1946년 10월 1일 : 6년제 중학교로 학제 개편
- 1951년 8월 31일 : 3년제 중학교로 학제 개편
- 1952년 3월 1일 : 6학급 인가
- 1977년 9월 1일 : 병설여중고에서 분리
- 1979년 7월 2일 : 현 교사로 이전
- 2023년 9월 1일 : 제20대 송귀원 교장 부임
- 2025년 1월 8일 : 제91회 졸업식(148명, 총 20,759명)
- 2025년 3월 1일 : 22학급 배정(특수학급 1학급 포함)
- 2025년 3월 4일 : 2025학년도 입학식(191명)

## 참고 자료
- 공주여자중학교 - 한국교육학술정보원 학교알리미